# Rund um den Henninger-Turm 1968
Il Rund um den Henninger-Turm 1968, settima edizione della corsa, si svolse il 1º maggio su un percorso di 230 km, con partenza e arrivo a Francoforte sul Meno. Fu vinto dall'olandese Eddy Beugels della squadra Mercier-BP-Hutchinson davanti ai belgi Valère Vansweevelt e Herman Van Springel.

## Ordine d'arrivo (Top 10)
| Pos. | Corridore            | Squadra               | Tempo    |
| ---- | -------------------- | --------------------- | -------- |
| 1    | Eddy Beugels         | Mercier-BP-Hutchinson | 6h09'16" |
| 2    | Valère Vansweevelt   | Smith's               | a 5"     |
| 3    | Herman Van Springel  | Mann-Grundig          | s.t.     |
| 4    | Wim Schepers         | Caballero             | s.t.     |
| 5    | Ward Sels            | Bic                   | s.t.     |
| 6    | Jos Huysmans         | Mann-Grundig          | s.t.     |
| 7    | Willy Planckaert     | Smith's               | a 45"    |
| 8    | Cyrille Guimard      | Mercier-BP-Hutchinson | s.t.     |
| 9    | Daniel Van Ryckeghem | Mann-Grundig          | s.t.     |
| 10   | Serge Bolley         | Bic                   | s.t.     |